# Grevillea singuliflora
Grevillea singuliflora är en tvåhjärtbladig växtart som beskrevs av F. Müll.. Grevillea singuliflora ingår i släktet Grevillea och familjen Proteaceae. Inga underarter finns listade i Catalogue of Life.